# Guillermo Schulenburg
Guillermo von Schulenburg Prado, muitas vezes referido apenas como Guillermo Schulenburg, (12 de junho de 1916 - 19 de julho de 2009) foi o abade da Basílica de Guadalupe na Cidade do México de 1963 a 1996. Ele foi causador de um escândalo em 1996, durante a beatificação de Juan Diego Cuauhtlatoatzin, porque ele se opunha à canonização de Juan Diego dizendo que o ato seria apenas o "reconhecimento de um culto". Ele também foi citado pela revista Ixthus dizendo que Juan Diego era "um símbolo, e não uma realidade". O abade Schulenburg, que tinha então 80 anos, se aposentou um mês depois da polêmica.